# Johannes Antonius Ricci
Johannes Antonius de Ricci (* 10. Februar 1745 in Krmín, heute Cormòns; † 27. Juli 1818) war römisch-katholischer Weihbischof in Laibach.

## Leben
De Ricci empfing am 14. April 1767 die Diakonen- und am 20. März des darauffolgenden Jahres die Priesterweihe.
Am 20. Juli 1801 wurde er zum Weihbischof in Laibach und Titularbischof von Drasus ernannt. Die Bischofsweihe spendete ihm am 4. Oktober desselben Jahres der Fürstbischof von Laibach und Bischof von Zips, Michael Léopold Brigido von Marenfels und Bresoviz. De Ricci blieb bis zu seinem Tod am 27. Juli 1818 als Weihbischof im Amt.